# Горинчой, Дмитрий Иванович
Дмитрий Иванович Горинчой (28 марта 1940 — 18 августа 2022) — строитель БАМа, Герой Социалистического Труда.

## Биография
Родился в селе Сигияны в Молдове 28 марта 1940 года. В родном селе окончил четыре класса, а в соседнем селе Алексеевка — семилетку. Работал в колхозе полеводом, стажёром на машине, после окончания курсов — трактористом.
В 1962 г. по оргнабору («вербовке») приехал на строительство трассы Абакан — Тайшет, работал бульдозеристом мехколонны № 12, затем помощником экскаваторщика и экскаваторщиком.
С 1975 г. в Усть-Куте на строительстве БАМа (мехколонна № 134 треста «Запбамстроймеханизация»), с 1977 г. бригадир. С 1981 г. экскаваторщик мехколонны № 83 на строительстве дороги Тюмень — Уренгой.
Позже работал в дорожно-строительном управлении (ДСУ) треста «Куйбышевнефть» до ухода на пенсию в 2000 году.
В 1984 году за выдающиеся производственные показатели, достигнутые при строительстве БАМа, присвоено звание «Герой Социалистического Труда». Награждён орденами «Знак Почёта», Дружбы народов, медалями «За строительство Байкало-Амурской магистрали» и «Ветеран труда».
Умер в Усть-Куте 18 августа 2022 года.